# Codemus
Codemus là một chi bọ cánh cứng trong họ 
Elateridae.
Chi này được miêu tả khoa học năm 1980 bởi Dolin.

## Các loài
Các loài trong chi này gồm:
- Codemus alatus Dolin in Dolin, Panfilov, Ponomarenko & Pritykina, 1980
- Codemus carinatus Dolin in Dolin, Panfilov, Ponomarenko & Pritykina, 1980
- Codemus jejunus Dolin in Dolin, Panfilov, Ponomarenko & Pritykina, 1980
- Codemus martynovi Dolin in Dolin, Panfilov, Ponomarenko & Pritykina, 1980
- Codemus micros Dolin in Dolin, Panfilov, Ponomarenko & Pritykina, 1980
- Codemus quadricolis Dolin in Dolin, Panfilov, Ponomarenko & Pritykina, 1980
- Codemus sharovi Dolin in Dolin, Panfilov, Ponomarenko & Pritykina, 1980
- Codemus synaptoides Dolin in Dolin, Panfilov, Ponomarenko & Pritykina, 1980
- Codemus teres Dolin in Dolin, Panfilov, Ponomarenko & Pritykina, 1980
- Codemus zherichini Dolin in Dolin, Panfilov, Ponomarenko & Pritykina, 1980